# ناتدوارا
ناتدوارا (به انگلیسی: Nathdwara) یک منطقهٔ مسکونی در هند است که در بخش راج سمند واقع شده‌است. ناتدوارا ۴۲٬۰۱۶ نفر جمعیت دارد و ۵۸۵ متر بالاتر از سطح دریا واقع شده‌است.